# Palmópolis
Palmópolis é um município brasileiro no estado de Minas Gerais, Região Sudeste do país. Localiza-se no Vale do Jequitinhonha e ocupa uma área de 433,154 km², sendo que 0,97 km² estão em perímetro urbano. Sua população recenseada em 2022 era de 6 301 habitantes. 

## História
Palmópolis, distrito criado em 1953 e subordinado ao município de Rio do Prado, foi elevado à categoria de município pela Lei Estadual nº 10704, de 27 de abril de 1992. O povoado de Palmópolis foi fundada em meados de 1910 por Teófilo Pinto e seus familiares. Eles chegaram na região à procura de poáia, um remédio de muita aceitação na época.  Eles comercializavam a poáia com o prefeito de Carlos Chagas, Álvaro Vieira. O único meio de transporte eram os animais. A travessia para o outro lado do rio Jucuruçu, nas épocas de enchentes, era feita por um escale feito pelo José Pinto de Oliveira. Com o passar do tempo foi construída a primeira ponte feita de lasca rústica de brauna. Primeiro tropeiro foi Erminom que também construiu uma mini fábrica de doces e comercializava em Carlos Chagas.
Após o estabelecimento de outras famílias, o povoado se desenvolveu e recebeu o nome de Bananeira. Em seguida, passa a se chamar Palmares, devido à existência de grande quantidade de palmeiras na região. É, posteriormente, denominado Palmópolis. Seu território foi desmembrado do município de Rubim, quando passa a distrito do Rio do Prado em 1953. Palmópolis eleva-se à categoria de município em 1992.
Em dezembro de 2021, a cidade foi fortemente afetada por chuvas intensas causadas por uma tempestade tropical. O rio Jucuruçu inundou a zona urbana e comunidades rurais ficaram isoladas por vários dias devido às condições de estradas. Cerca de 800 pessoas ficaram desalojadas e 150 desabrigadas.